# Ania z Wyspy Księcia Edwarda
Ania z Wyspy Księcia Edwarda (ang. The Blythes Are Quoted) – dziewiąta część popularnego cyklu dla dzieci i młodzieży o Ani z Zielonego Wzgórza autorstwa kanadyjskiej pisarki Lucy Maud Montgomery. Po raz pierwszy opublikowana została w roku 1974, ale nie w całości (pozbawiona była około 100 stron). Wersja ta nosiła tytuł The Road to Yesterday (w polskim tłumaczeniu, wydanym w 2009 r., nosiła tytuł Spełnione marzenia). W całości została wydana dopiero w 2009 roku pod tytułem The Blythes Are Quoted, a przełożona na polski w 2011 r. jako Ania z Wyspy Księcia Edwarda.

## Fabuła utworu
Jest to zbiór piętnastu opowiadań, opublikowanych w dwóch częściach, zawierających historię dorosłej Ani, a zwłaszcza jej sąsiadów i przyjaciół na Wyspie Księcia Edwarda. Dość dużą część tekstu stanowią wiersze pisane przez Anię i jej syna, Waltera. Fabuła powieści jest o tyle zaskakująca, iż w niczym nie przypomina poprzednich części – odpowiada na takie problemy jak zdrada, starość, śmierć, niechęć do kobiet, nieślubne dzieci. Jak twierdzi wydawca, ta książka jest o wiele mroczniejsza, dramatyczniejsza od poprzednich – tym samym skierowana do nieco starszych czytelników.